# Jeździectwo na Letnich Igrzyskach Olimpijskich 2016 – ujeżdżenie drużynowe
Konkurencja ujeżdżenia podczas XXXI Letnich Igrzysk Olimpijskich została rozegrana w dniach 10–12 sierpnia 2016 roku w Centro Nacional de Hipismo.

## Terminarz
| Data             | Godzina |                    |
| ---------------- | ------- | ------------------ |
| 10 sierpnia 2016 | 15:00   | Grand Prix         |
| 11 sierpnia 2016 | 15:00   | Grand Prix         |
| 12 sierpnia 2016 | 15:00   | Grand Prix Special |

## Wyniki
Do wyników ujeżdżenia drużynowego zaliczane były wyniki trzech zawodników z danego kraju jakie uzyskali podczas Grand Prix (eliminacja do konkursu indywidualnego). Z uzyskanych wyników wyliczano średnią i jest to wynik drużyny.
Do dalszej rywalizacji (Grand Prix Special) awansowało 6 najlepszych drużyny (członkowie tych drużyn automatycznie awansowali do Grand Prix Special – bez względu na zajęte miejsce indywidualnie). Wynik drużyny uzyskany w Grand Prix Special był wyliczany jako średnia wyników uzyskanych przez poszczególnych zawodników.
Końcowy wynik drużyny był średnią z wyników uzyskanych w Grand Prix i Grand Prix Special.

### Grand Prix
| Pozycja | Kraj                                                                                           | Koń                                                       | Grand Prix                  | Grand Prix    | Uwagi |
| Pozycja | Kraj                                                                                           | Koń                                                       | ocena indywidualna          | ocena drużyny | Uwagi |
| ------- | ---------------------------------------------------------------------------------------------- | --------------------------------------------------------- | --------------------------- | ------------- | ----- |
| 1.      | Niemcy · Sönke Rothenberger · Dorothee Schneider · Kristina Bröring-Sprehe · Isabell Werth     | Cosmo Showtime FRH Desperados FRH Weihegold Old           | 77,329 80,986 82,257 80,643 | 81,295        |       |
| 2.      | Wielka Brytania · Spencer Wilton · Fiona Bigwood · Carl Hester · Charlotte Dujardin            | Super Nova II Orthilia Nip Tuck Valegro                   | 72,686 77,157 75,529 85,071 | 79,252        |       |
| 3.      | Stany Zjednoczone · Allison Brock · Kasey Perry-Glass · Steffen Peters · Laura Graves          | Rosevelt Dublet Legolas 92 Verdades                       | 72,686 75,229 77,614 78,071 | 76,971        |       |
| 4.      | Holandia · Adelinde Cornelissen · Edward Gal · Diederik van Silfhout · Hans Peter Minderhoud   | Parzival Voice Arlando Johnson                            | DNF 75,271 75,900 76,957    | 76,043        |       |
| 5.      | Szwecja · Mads Hendeliowitz · Juliette Ramel · Patrik Kittel · Tinne Vilhelmson-Silfvén        | Jimmie Choo SEQ Buriel K.H. Deja Don Aurelio              | 71,771 74,943 74,586 76,429 | 75,319        |       |
| 6.      | Dania · Anders Dahl · Agnete Kirk Thinggaard · Cathrine Dufour · Anna Kasprzak                 | Selten HW Jojo AZ Cassidy Donnperignon                    | 69,900 72,229 76,657 73,943 | 74,276        |       |
| 7.      | Hiszpania · Claudio Castilla Ruiz · Daniel Martin Dockx · Severo Jurado · Beatriz Ferrer-Salat | Alcaide Grandioso Lorenzo Delgado                         | 69,814 70,829 76,429 74,829 | 74,029        |       |
| 8.      | Francja · Ludovic Henry · Stéphanie Brieussel · Pierre Volla · Karen Tebar                     | After You Amorak Badinda Altena Don Luis                  | 69,214 65,114 71,500 75,029 | 71,914        |       |
| 9.      | Australia · Sue Hearn · Mary Hanna · Lyndal Oatley · Kristy Oatley                             | Remmington Boogie Woogie Sandro Boy Du Soleil             | 65,343 69,643 70,186 68,900 | 69,576        |       |
| 10.     | Brazylia · Pedro de Almeida · Giovana Pass · Luiza Almeida · João Victor Marcari Oliva         | Xaparro do Vouga Zingaro de Lyw Vendaval Xamã dos Pinhais | 65,714 67,700 66,914 68,071 | 67,562        |       |
| 11.     | Japonia · Akane Kuroki · Kiichi Harada · Masanao Takahashi · Yuko Kitai                        | Toots Egistar Fabriano Don Lorean                         | 66,900 68,286 62,986 67,271 | 67,486        |       |

#### Grand Prix Special
| Pozycja | Kraj                                                                                         | Koń                                             | Grand Prix Special          | Grand Prix Special | Łącznie |
| Pozycja | Kraj                                                                                         | Koń                                             | ocena indywidualna          | ocena drużyny      | Łącznie |
| ------- | -------------------------------------------------------------------------------------------- | ----------------------------------------------- | --------------------------- | ------------------ | ------- |
| złoto   | Niemcy · Sönke Rothenberger · Dorothee Schneider · Kristina Bröring-Sprehe · Isabell Werth   | Cosmo Showtime FRH Desperados FRH Weihegold Old | 76,261 82,619 81,401 83,711 | 82,577             | 81,936  |
| srebro  | Wielka Brytania · Spencer Wilton · Fiona Bigwood · Carl Hester · Charlotte Dujardin          | Super Nova II Orthilia Nip Tuck Valegro         | 73,613 74,342 76,485 82,983 | 77,937             | 78,595  |
| brąz    | Stany Zjednoczone · Allison Brock · Kasey Perry-Glass · Steffen Peters · Laura Graves        | Rosevelt Dublet Legolas 92 Verdades             | 73,824 73,235 74,622 80,644 | 76,363             | 76,667  |
| 4.      | Holandia · Adelinde Cornelissen · Edward Gal · Diederik van Silfhout · Hans Peter Minderhoud | Parzival Voice Arlando Johnson                  | DNF 73,655 76,092 75,224    | 74,991             | 75,517  |
| 5.      | Szwecja · Mads Hendeliowitz · Juliette Ramel · Patrik Kittel · Tinne Vilhelmson-Silfvén      | Jimmie Choo SEQ Buriel K.H. Deja Don Aurelio    | 71,681 72,045 73,866 77,199 | 74,370             | 74,845  |
| 6.      | Dania · Anders Dahl · Agnete Kirk Thinggaard · Cathrine Dufour · Anna Kasprzak               | Selten HW Jojo AZ Cassidy Donnperignon          | 71,232 72,465 76,050 74,524 | 74,346             | 74,311  |